# 대한민국 형사소송법 제131조
대한민국 형사소송법 제131조는 주의사항에 대한 형사소송법의 조문이다.

## 조문
제131조(주의사항) 압수물에 대하여는 그 상실 또는 파손등의 방지를 위하여 상당한 조치를 하여야 한다.

第131條(注意事項) 押收物에 對하여는 그 喪失 또는 破損等의 防止를 爲하여 相當한 措置를 하여야 한다.

## 참고 문헌
- 손동권 신이철, 새로운 형사소송법(초판, 2013), 세창, 2013. ISBN 9788984114081